# Sunday Opiah
Sunday Opiah (ur. 21 maja 1978) – nigeryjski zapaśnik walczący przeważnie w stylu wolnym. Triumfator igrzysk afrykańskich w 2003 i czwarty w 1999. Trzeci na mistrzostwach Afryki w 2010. Wicemistrz igrzysk wspólnoty narodów w 2002 roku.